# أنتوني أمادو
أنتوني أمادو (بالإنجليزية: Anthony Amado) هو مصارع رياضي أمريكي، ولد في 28 فبراير 1963 في توبيكا في الولايات المتحدة.

## وصلات خارجية
- أنتوني أمادو على موقع قاعدة بيانات المصارعة الدولية (الإنجليزية)
- أنتوني أمادو على موقع أوليمبيديا (الإنجليزية)